# دييغو روبيو
دييغو إيفان روبيو كوستنر (بالإسبانية: Diego Iván Rubio Köstner)‏ وهو لاعب كُرَة قدم تشيلي في مركز الهجوم ولد في يوم 15 مايو 1993 في مدينة سانتياغو عاصمة تشيلي وهو يلعب حالياً مع نادي ساندنيس في النرويج وسبق له اللعب مع سي إس باندوري تارغو جيو وسبورتينغ لشبونة وكولوكولو ونادي ديبورتيفو يونيفرسيداد كاتوليكا ولعب مع منتخب تشيلي لكرة القدم ويبلغ طوله 179 سم.

## روابط خارجية
- دييغو روبيو على موقع الاتحاد الأوربي (الإنجليزية)
- دييغو روبيو على موقع الدوري الأمريكي (الإنجليزية)
- دييغو روبيو على موقع قاعدة بيانات كرة القدم.إي يو (الإنجليزية)
- دييغو روبيو على موقع ناشيونال فوتبول تيمز (الإنجليزية)
- دييغو روبيو على موقع Soccerway.com (الإنجليزية)
- دييغو روبيو على موقع عالم كرة القدم.نت (الإنجليزية)
- دييغو روبيو على موقع AS.com (الإسبانية)